# Рівні Ландау
Рівні Ландау — квантовані енергетичні рівні зарядженої частинки в магнітному полі. Енергія вільної частинки в постійному однорідному магнітному полі квантована в одному з поперечних до поля напрямків і набирає значень:
{\displaystyle E_{n}=\hbar \omega _{c}(n+1/2),}
де {\displaystyle \hbar } — зведена стала Планка, {\displaystyle \omega _{c}} — циклотронна частота, a n — квантове число, що може набирати цілих значень, починаючи з нуля.
Загальна енергія зарядженої частинки є сумою цього виразу і звичного виразу для кінетичної енергії в двох інших напрямках.

## Фізична природа
Класична заряджена частинка в однорідному магнітному полі закручується, рухаючись по спіралі. Таким чином рух класичної частинки в магнітному полі обмежений просторово в напрямку перпендикулярному до вектора магнітної індукції. Аналогічне обмеження існує в квантовій механіці. Внаслідок локалізації руху частки її енергетичні рівні квантуються. 
Це квантування лежить в основі квантовомеханічної теорії діамагнетизму, яка була розвинута на початку 30-х років XX-го століття радянським фізиком Левом Давидовичем Ландау. Відповідні дискретні рівні енергії квантової зарядженої частки в однорідному магнітному полі отримали назву рівнів Ландау.
Рівні Ландау важливі для розуміння діамагнетизму, проявляються в квантовому ефекті Хола, осциляціях магнітопровідності тощо.

## Постановка проблеми
Розглянемо двовимірну систему невзаємодіючих часток із зарядом {\displaystyle q} та спіном {\displaystyle S} розташованій на замкненій системі {\displaystyle A=L^{2}} в декартовій площині x-y. ДО цієї площини можна прикласти однорідне магнітне поле (індукцію) {\displaystyle \mathbf {B} ={\begin{pmatrix}0\\0\\B\end{pmatrix}}} вздовж осі z. Використовуючи систему СГС, гамільтоніан цієї системи можна подати у вигляді
{\displaystyle {\hat {H}}={\frac {1}{2m}}({\hat {\mathbf {p} }}-q{\hat {\mathbf {A} }}/c)^{2}},
де {\displaystyle {\hat {\mathbf {p} }}} є канонічний оператор імпульсу а {\displaystyle {\hat {\mathbf {A} }}} — електромагнітний векторний потенціал, пов"язаний із магнітним полем:
{\displaystyle \mathbf {B} =\mathbf {\nabla } \times \mathbf {A} }.
Існує певна свобода, пов'язана з вибором векторного потенціалу для заданого магнітного поля. Проте, гамільтоніан системи інваріантний щодо цього вибору, шляхом добавляння довільного градієнтного (скалярного) поля, що тільки змінює загальну фазу хвильових функцій на величину відповідну до скалярного поля. Фізичні властивості не зазнають впливу під час вибору певного калібрування. Для простоти можна скористатися калібруванням Ландау:
{\displaystyle {\hat {\mathbf {A} }}={\begin{pmatrix}0\\B{x}\\0\end{pmatrix}}},
де {\displaystyle B=|\mathbf {B} |}. В рамках даного калібрування оператор Гамільтона буде:
{\displaystyle {\hat {H}}={\frac {{\hat {p}}_{x}^{2}}{2m}}+{\frac {{\hat {p}}_{y}^{2}}{2m}}-{\frac {qB}{mc}}{\hat {x}}{\hat {p}}_{y}+{\frac {q^{2}B^{2}}{2mc^{2}}}{\hat {x}}^{2}},
Оператор {\displaystyle {\hat {p}}_{y}} комутує із цим оператором Гамільтона оскільки оператор {\displaystyle {\hat {y}}} відсутній за умовою калібрування. Тому оператор {\displaystyle {\hat {p}}_{y}} може бути замінений своїми власними числами {\displaystyle \hbar k_{y}}. Цей гамільтоніан також може бути переписаний у простішій формі враховуючи циклотронну частоту {\displaystyle \omega _{c}=qB/mc}:
{\displaystyle {\hat {H}}={\frac {{\hat {p}}_{x}^{2}}{2m}}+{\frac {1}{2}}m\omega _{c}^{2}\left({\hat {x}}-{\frac {\hbar k_{y}}{m\omega _{c}}}\right)^{2}}.
Це є остаточний гамільтоніан для квантового гармонічного осцилятора, тільки трохи зміщений відносно системи координат на величину {\displaystyle x_{0}={\frac {\hbar k_{y}}{m\omega _{c}}}}.

## Розв'язок рівняння Шредінгера
Стаціонарне рівняння Шредінгера для електрона в магнітному полі може бути записане у вигляді:
де {\displaystyle \Psi _{n}({\overrightarrow {r}})} — хвильова функція електрону, {\displaystyle \!E_{n}} — енергія та індекс {\displaystyle \!n} означає n-й рівень Ландау . Щоб розділити змінні в цьому рівнянні, розв'язок зручно шукати у вигляді добутку трьох функцій:
де {\displaystyle \!L_{z}} и {\displaystyle \!L_{y}} — розміри системи, {\displaystyle \!k_{z}} и {\displaystyle \!k_{y}} — хвильові вектори, індекс {\displaystyle \!k_{y}} у хвильової функції {\displaystyle \!\psi _{n,k_{y}}(x)} означає, що вона залежить від нього, як від параметру. Підставляючи {\displaystyle \!(5)} в {\displaystyle \!(4)} отримаємо одномірне рівняння для {\displaystyle \!\psi _{n,k_{y}}(x)}
Це рівняння — не що інше, як рівняння Шредінгера для квантового гармонічного осцилятора зі зсувом мінімуму потенціалу. Таким чином, розв'язок записується у вигляді:
де {\displaystyle H_{n}(x)} — поліном Ерміта порядку {\displaystyle \!n}.

## Вплив електричного поля
Тепер можна розглянути вплив електричного поля на енергетичний спектр електрона в магнітному полі. Для цього перепишемо рівняння {\displaystyle \!(6)} із врахуванням електричного поля {\displaystyle \!\varepsilon }, направленого по осі {\displaystyle \!x}
котре після виділення повного квадрата може бути подане у вигляді
де {\displaystyle \!X_{k_{y}}=k_{y}l_{H}^{2}-{\frac {v_{d}}{\omega _{c}}}} и {\displaystyle \!v_{d}=c{\frac {\varepsilon }{B}}}. Таким чином, ми бачимо, що електричне поле просто зсуває центр хвильової функції. Енегетичний спектр задається наступним виразом:

## Двовимірний випадок
У двовимірному випадку рух уздовж однієї з осей (наприклад, осі z) квантований. У цьому разі спектр електронів складається із еквідистантних рівнів (з відстанню між рівнями {\displaystyle \hbar \omega _{c}}, де {\displaystyle \!\omega _{c}} визначається із компоненти магнітного поля вздовж осі z). Енергія електрона є
де {\displaystyle \!E_{m}} — енергія електрона, пов'язана із рухом вздовж осі z.